# Кољско полуострво
Кољско полуострво (рус. Кольский полуостров) je полуострво на крајњем северу Русије, део области Мурманск. Граничи се са Баренцовим морем на северу, Белим морем на југу и истоку. На западу, полуострво се простире до Имандра језера, језера Кола и реке Нива. Површина је око 100.000 km². Северна обала је брдовита (до 1.120 метара), док је јужна страна равничарска.
Полуострво је дом Сами народа (Лапонија), који су били присиљени за време Совјетског Савеза да се населе у место Ловозеро. Сами су узгајали ирвасе на територији целе регије.
Главна лука региона је Мурманск. За време совјетског доба Мурманск је био велики центар градње подморница, и до данас је остао важна лука у Русији.
Због великог загађења услед присуства руске војске и рудника, већи део полуострва је доживео велике еколошке штете. 

## Географија

### Локација и преглед
Полуострво се налази на крајњем северозападу Русије, скоро потпуно унутар арктичког круга и граничи се са Баренцовим морем на северу и Белим морем на истоку и југоистоку. Геолошки, полуострво заузима североисточну ивицу Балтичког штита. Западна граница полуострва протеже се меридијаном од Кољског залива долином реке Кола, језера Имандра и реке Ниве до Кандалашког залива, иако га неки извори потискују на запад све до границе Русије са Финском.
Према рестриктивнијој дефиницији, полуострво покрива површину од око 100.000 km2 (39.000 sq mi). Северна обала је стрма и висока, док је јужна равна. Западни део полуострва покривају два планинска венца: планине Хибини и масив Ловозеро; први садржи највишу тачку полуострва — Јудичвумчор. Планина Часначор, чија је висина 1.191 m (3.907 ft), раније се сматрала највишом тачком Хибинија. Кејви дренажна вододелница лежи у централном делу. Планински рељефи обале Мурмана и Кандалакше протежу се од југоистока ка северозападу, одражавајући главне орографске карактеристике полуострва.
Административно, територију полуострва чине Ловозерски и Терски округ, делови Кандалакшког и Колског округа, као и територије подређене градовима и варошима Мурманск, Островној, Североморск, Кировск и делови територија подређених Апатити, Оленегорску и Поларној Зори.

### Природни ресурси
Последње ледено доба је уклонило горњи слој седимента тла, те је Кољско полуострво на површини изузетно богато разним рудама и минералима, укључујући апатите и нефелине; руде бакра, никла и гвожђа; лискуне; кијаните; керамичке материјале, као и реткоземне елеменате и руде обојених метала. Наслаге грађевинског материјала као што су гранит, кварцит и кречњак су такође у изобиљу. Наслаге дијатомејске земље су уобичајене у близини језера и користе се за производњу изолације.

### Клима
Близина полуострва Голфској струји доводи до неуобичајено високих температура зими, што резултира значајним температурним варијацијама између копна и Баренцовог мора и флуктуирајућих температура током јаких ветрова. Циклони су типични током хладних сезона, док топле сезоне карактеришу антициклони. Монсунски ветрови су уобичајени у већини области, са јужним и југозападним ветровима који преовлађују у зимским месецима и са нешто израженијим источним ветровима лети. Јаки олујни ветрови дувају 80–120 дана у години. Воде Мурманске обале остају довољно топле да остану без леда чак и зими.
Нивои падавина на полуострву су прилично високи: 1.000 mm (39 in) у планинама, 600—700 mm (24—28 in) на Мурманској обали и 500—600 mm (20—24 in) у другим областима. Највлажнији месеци су од августа до октобра, док су март и април најсушнији.
Просечна температура у јануару је око −10 °C (14 °F), са нижим температурама типичним за централне делове полуострва. Просечна температура у јулу је око +11 °C (52 °F). Рекордно ниске температуре достижу −50 °C (−58 °F) у централним деловима и −35 — −40 °C (−31 — −40 °F) на обалама. Рекордни максимуми прелазе +30 °C (86 °F) скоро на целој територији полуострва. Први мразеви се јављају већ у августу и могу трајати до маја па чак и јуна.
Већина области Кољског полуострва има субарктичку климу (Кепенова класификација климе: Dfc). Оближња острва обично припадају тундри (Кепенова класификација климе: ET).
| Клима Мурманска (климатски ИД:22113) | Клима Мурманска (климатски ИД:22113) | Клима Мурманска (климатски ИД:22113) | Клима Мурманска (климатски ИД:22113) | Клима Мурманска (климатски ИД:22113) | Клима Мурманска (климатски ИД:22113) | Клима Мурманска (климатски ИД:22113) | Клима Мурманска (климатски ИД:22113) | Клима Мурманска (климатски ИД:22113) | Клима Мурманска (климатски ИД:22113) | Клима Мурманска (климатски ИД:22113) | Клима Мурманска (климатски ИД:22113) | Клима Мурманска (климатски ИД:22113) | Клима Мурманска (климатски ИД:22113) |
| Показатељ \ Месец                    | .Јан.                                | .Феб.                                | .Мар.                                | .Апр.                                | .Мај.                                | .Јун.                                | .Јул.                                | .Авг.                                | .Сеп.                                | .Окт.                                | .Нов.                                | .Дец.                                | .Год.                                |
| ------------------------------------ | ------------------------------------ | ------------------------------------ | ------------------------------------ | ------------------------------------ | ------------------------------------ | ------------------------------------ | ------------------------------------ | ------------------------------------ | ------------------------------------ | ------------------------------------ | ------------------------------------ | ------------------------------------ | ------------------------------------ |
| Апсолутни максимум, °C (°F)          | 7,0 (44,6)                           | 6,6 (43,9)                           | 9,0 (48,2)                           | 17,6 (63,7)                          | 29,4 (84,9)                          | 30,8 (87,4)                          | 32,9 (91,2)                          | 30,2 (86,4)                          | 24,2 (75,6)                          | 15,0 (59)                            | 9,6 (49,3)                           | 7,2 (45)                             | 32,9 (91,2)                          |
| Максимум, °C (°F)                    | −7 (19)                              | −6,7 (19,9)                          | −2,4 (27,7)                          | 2,6 (36,7)                           | 7,6 (45,7)                           | 13,6 (56,5)                          | 17,3 (63,1)                          | 14,9 (58,8)                          | 10,0 (50)                            | 3,6 (38,5)                           | −2,4 (27,7)                          | −5,3 (22,5)                          | 3,8 (38,8)                           |
| Просек, °C (°F)                      | −10,1 (13,8)                         | −9,7 (14,5)                          | −5,5 (22,1)                          | −0,7 (30,7)                          | 4,0 (39,2)                           | 9,2 (48,6)                           | 12,8 (55)                            | 11,1 (52)                            | 7,0 (44,6)                           | 1,5 (34,7)                           | −4,8 (23,4)                          | −8,2 (17,2)                          | 0,6 (33,1)                           |
| Минимум, °C (°F)                     | −13,2 (8,2)                          | −12,8 (9)                            | −8,6 (16,5)                          | −3,8 (25,2)                          | 1,1 (34)                             | 5,7 (42,3)                           | 9,2 (48,6)                           | 8,0 (46,4)                           | 4,5 (40,1)                           | −0,4 (31,3)                          | −7,1 (19,2)                          | −11,2 (11,8)                         | −2,4 (27,7)                          |
| Апсолутни минимум, °C (°F)           | −39,4 (−38,9)                        | −38,6 (−37,5)                        | −32,6 (−26,7)                        | −21,7 (−7,1)                         | −10,4 (13,3)                         | −2,5 (27,5)                          | 1,7 (35,1)                           | −2 (28)                              | −5,4 (22,3)                          | −21,2 (−6,2)                         | −30,5 (−22,9)                        | −35 (−31)                            | −39,4 (−38,9)                        |
| Количина падавина, mm (in)           | 30 (1,18)                            | 22 (0,87)                            | 23 (0,91)                            | 24 (0,94)                            | 36 (1,42)                            | 53 (2,09)                            | 70 (2,76)                            | 61 (2,4)                             | 52 (2,05)                            | 51 (2,01)                            | 38 (1,5)                             | 34 (1,34)                            | 494 (19,45)                          |
| Извор: Roshydromet                   |                                      |                                      |                                      |                                      |                                      |                                      |                                      |                                      |                                      |                                      |                                      |                                      |                                      |

| Клима Сосноветског острва (климатски ИД:22355) | Клима Сосноветског острва (климатски ИД:22355) | Клима Сосноветског острва (климатски ИД:22355) | Клима Сосноветског острва (климатски ИД:22355) | Клима Сосноветског острва (климатски ИД:22355) | Клима Сосноветског острва (климатски ИД:22355) | Клима Сосноветског острва (климатски ИД:22355) | Клима Сосноветског острва (климатски ИД:22355) | Клима Сосноветског острва (климатски ИД:22355) | Клима Сосноветског острва (климатски ИД:22355) | Клима Сосноветског острва (климатски ИД:22355) | Клима Сосноветског острва (климатски ИД:22355) | Клима Сосноветског острва (климатски ИД:22355) | Клима Сосноветског острва (климатски ИД:22355) |
| Показатељ \ Месец                              | .Јан.                                          | .Феб.                                          | .Мар.                                          | .Апр.                                          | .Мај.                                          | .Јун.                                          | .Јул.                                          | .Авг.                                          | .Сеп.                                          | .Окт.                                          | .Нов.                                          | .Дец.                                          | .Год.                                          |
| ---------------------------------------------- | ---------------------------------------------- | ---------------------------------------------- | ---------------------------------------------- | ---------------------------------------------- | ---------------------------------------------- | ---------------------------------------------- | ---------------------------------------------- | ---------------------------------------------- | ---------------------------------------------- | ---------------------------------------------- | ---------------------------------------------- | ---------------------------------------------- | ---------------------------------------------- |
| Апсолутни максимум, °C (°F)                    | 5,2 (41,4)                                     | 4,4 (39,9)                                     | 5,1 (41,2)                                     | 11,2 (52,2)                                    | 20,0 (68)                                      | 22,0 (71,6)                                    | 26,5 (79,7)                                    | 26,7 (80,1)                                    | 17,8 (64)                                      | 15,5 (59,9)                                    | 9,1 (48,4)                                     | 7,4 (45,3)                                     | 26,7 (80,1)                                    |
| Просек, °C (°F)                                | −9,0 (15,8)                                    | −9,4 (15,1)                                    | −6,3 (20,7)                                    | −3,2 (26,2)                                    | 1,1 (34)                                       | 5,4 (41,7)                                     | 8,8 (47,8)                                     | 9,1 (48,4)                                     | 7,0 (44,6)                                     | 2,7 (36,9)                                     | −2,5 (27,5)                                    | −5,9 (21,4)                                    | −0,18 (31,67)                                  |
| Апсолутни минимум, °C (°F)                     | −33,1 (−27,6)                                  | −33,2 (−27,8)                                  | −35,3 (−31,5)                                  | −24,1 (−11,4)                                  | −14,9 (5,2)                                    | −6 (21)                                        | −1,5 (29,3)                                    | −1,3 (29,7)                                    | −6 (21)                                        | −13,7 (7,3)                                    | −22,5 (−8,5)                                   | −31,1 (−24)                                    | −35,3 (−31,5)                                  |
| Количина падавина, mm (in)                     | 19 (0,75)                                      | 16 (0,63)                                      | 20 (0,79)                                      | 19 (0,75)                                      | 33 (1,3)                                       | 43 (1,69)                                      | 45 (1,77)                                      | 49 (1,93)                                      | 42 (1,65)                                      | 45 (1,77)                                      | 27 (1,06)                                      | 25 (0,98)                                      | 383 (15,07)                                    |
| [ тражи се извор ]                             |                                                |                                                |                                                |                                                |                                                |                                                |                                                |                                                |                                                |                                                |                                                |                                                |                                                |